# NGC 5363
NGC 5363 ist eine Linsenförmige Galaxie mit aktivem Galaxienkern vom Hubble-Typ S0-a Sternbild Jungfrau nördlich der Ekliptik. Sie ist schätzungsweise 50 Mio. Lichtjahre von der Milchstraße entfernt und hat einen Durchmesser von etwa 60.000 Lj.

Im selben Himmelsareal befinden sich u. a. die Galaxien NGC 5317, NGC 5356, NGC 5360, NGC 5373. 
Das Objekt wurde am 19. Januar 1784 von Wilhelm Herschel mit einem 18,7-Zoll-Spiegelteleskop entdeckt, der sie dabei mit „vB pL gmbM“ beschrieb.